# Mansión Vanderbilt
La Mansión Vanderbilt (denominación original en inglés: Vanderbilt Mansion National Historic Site) está situada en Hyde Park (Nueva York), y actualmente es una casa museo histórica. Se designó Monumento Histórico Nacional en 1940. Pertenece y está operado por el Servicio de Parques Nacionales.
La propiedad, conocida históricamente como Hyde Park, fue una de las distintas casas propiedad de Frederick William Vanderbilt y de su esposa Louise Holmes Anthony. La mansión (una de las numerosas construcciones conocidas como casas Vanderbilt), es un gran edificio de 54 habitaciones diseñado por el prestigioso estudio de arquitectura McKim, Mead & White. La construcción se llevó a cabo entre 1896 y 1899. La casa es un ejemplo del estilo arquitectónico Beaux Arts. Los interiores son arquetipos del estilo Renacimiento americano, que combina elementos arquitectónicos europeos, antigüedades y reproducciones que representan distintos estilos históricos. El sitio incluye 211 acres (85 ha) de la propiedad originalmente más grande (de alrededor de 600 acres; 242 ha) situada sobre un altozano que domina el río Hudson. Incluye parterres bien cuidados, jardines formales, bosques y numerosos edificios auxiliares.

## Historia

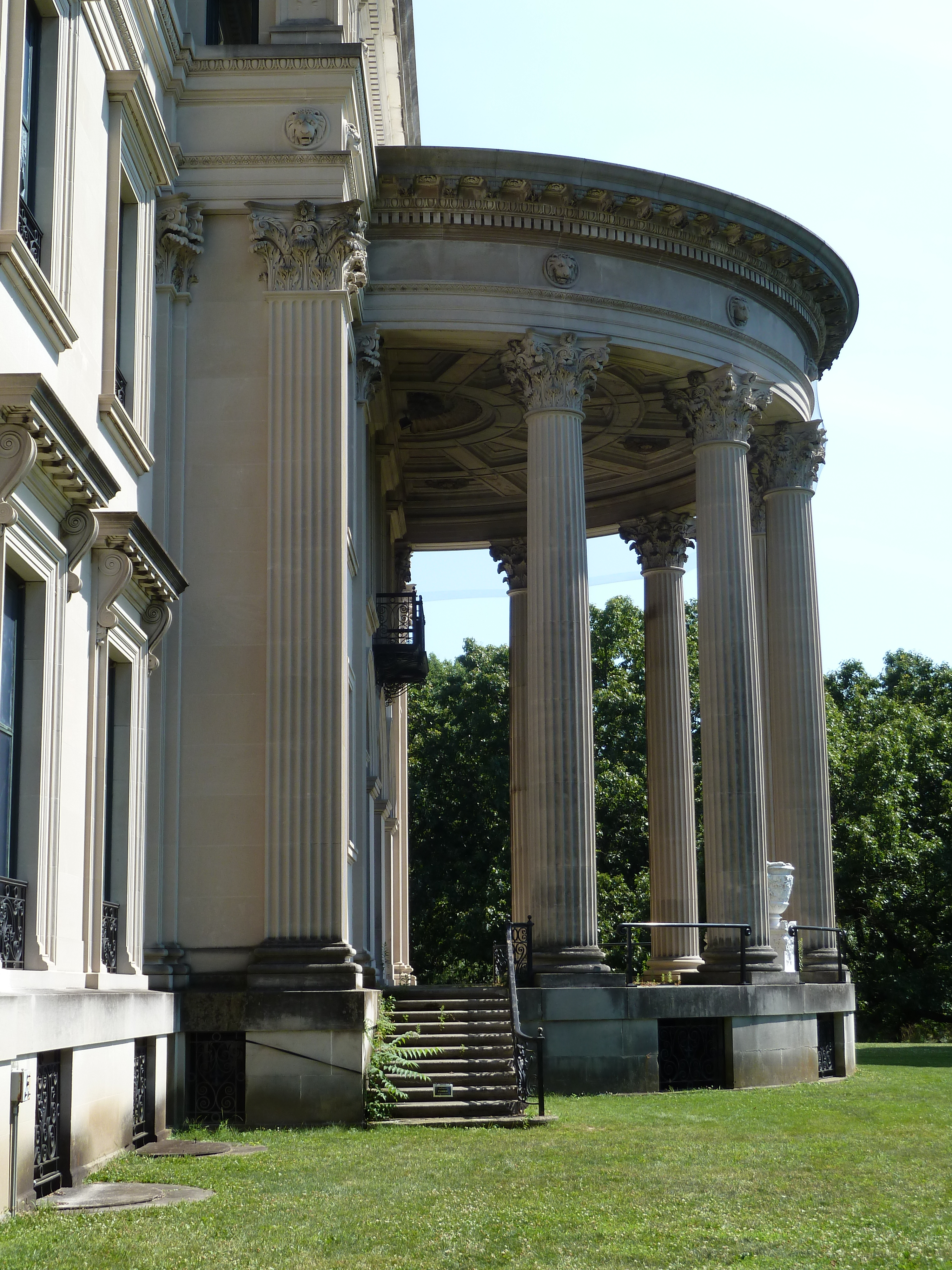
Pórtico oeste

Históricamente conocido como Hyde Park, el sitio histórico nacional de la Mansión Vanderbilt es uno de los asentamientos más antiguos del río Hudson. El primer desarrollo de la propiedad comenzó en 1764, cuando el Dr. John Bard compró un terreno en el lado este de Albany Post Road, donde construyó la Casa Roja y desarrolló los aspectos agrícolas de la sección este de la propiedad, que Frederick y Louise Vanderbilt mantuvieron. La propiedad de la familia Bard continuó hasta 1821 con su hijo, el Dr. Samuel Bard (1742-1821), que fue dueño de la propiedad desde 1799 hasta 1821. En 1828, el Dr. David Hosack, presidente de la Sociedad de Horticultura de Nueva York, compró la propiedad a los herederos de Samuel Bard, con André Parmentier colaborando en el diseño paisajístico de los terrenos. En 1840, John Jacob Astor compró la propiedad a los herederos de Hosack para su hija Dorothea y el esposo de esta, Walter S. Langdon.
Frederick y Louise Vanderbilt compraron Hyde Park en mayo de 1895 a los herederos de Langdon. Atraídos por el valle del Hudson, Frederick y su esposa se establecieron en su propiedad de 600 acres. La ubicación ofrecía un acceso rápido y fácil a la ciudad de Nueva York mediante el Ferrocarril Central de Nueva York, propiedad de la familia Vanderbilt. La casa fue diseñada y construida entre 1896 y 1899, y se usó principalmente como lugar de vacaciones para la familia de Frederick Vanderbilt. Los propietarios anteriores habían hecho famosa la finca por su paisaje y la gran variedad de diferentes plantas y árboles. The New York Times describió la propiedad de Vanderbilt como "el mejor lugar del Hudson entre Nueva York y Albany".
Su sobrina, Margaret "Daisy" Van Alen, heredó la propiedad cuando Frederick Vanderbilt murió en 1938. Alentado por el presidente Franklin D. Roosevelt (que era propietario de una finca cercana), Van Alen donó una porción de la propiedad (incluida la residencia con la mayoría de sus muebles originales), al Servicio de Parques Nacionales en 1940. De 1941 a 1943, el Servicio Secreto de Roosevelt se alojó en las áreas de servicio del sótano y del tercer piso, y algunos de los empleados personales de la Casa Blanca y los amigos del Presidente ocasionalmente se alojaron en los dormitorios principales de la casa, incluidos los de Frederick y Louise Vanderbilt.

## Mansión

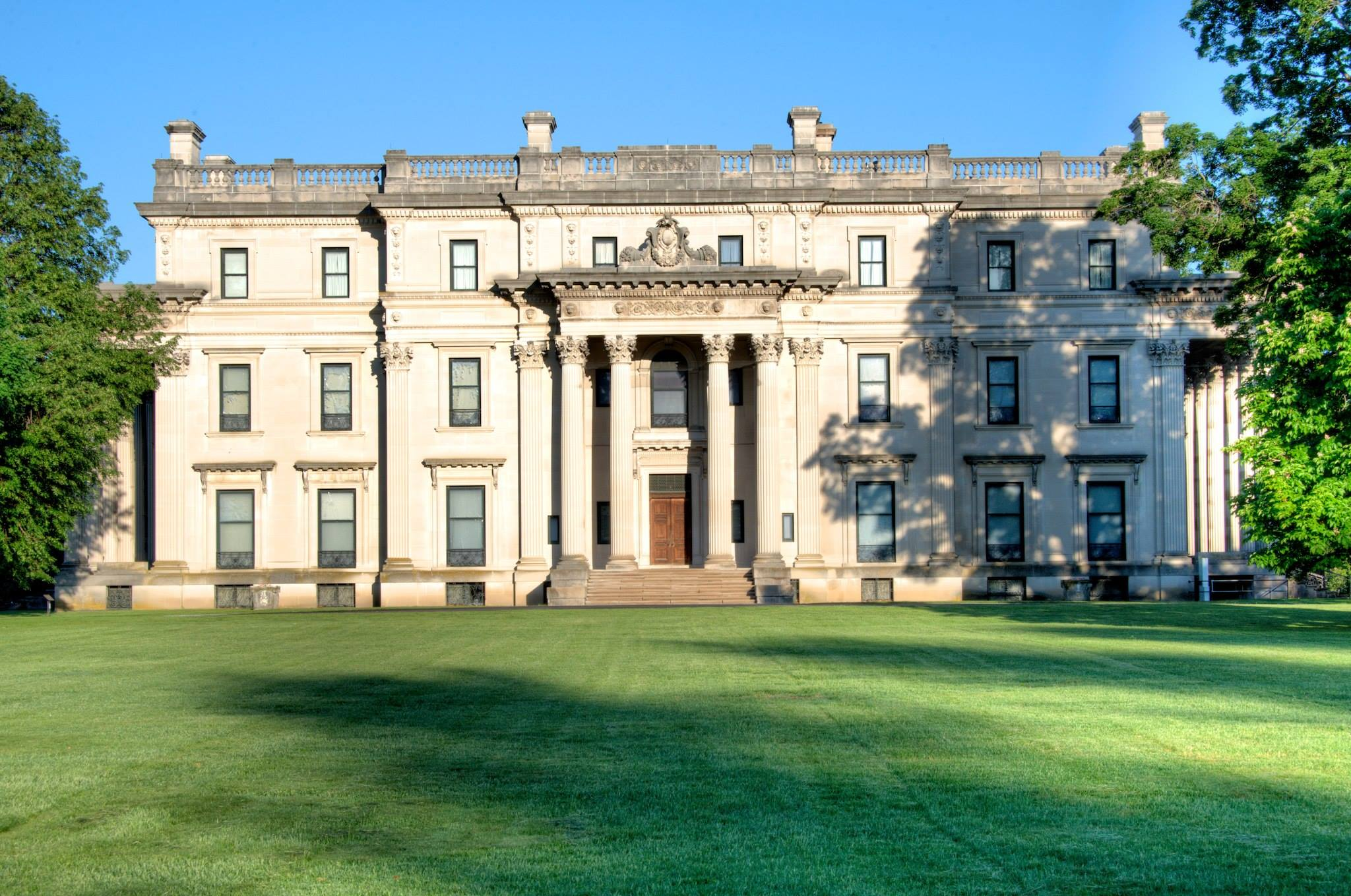
Fachada este y entrada principal

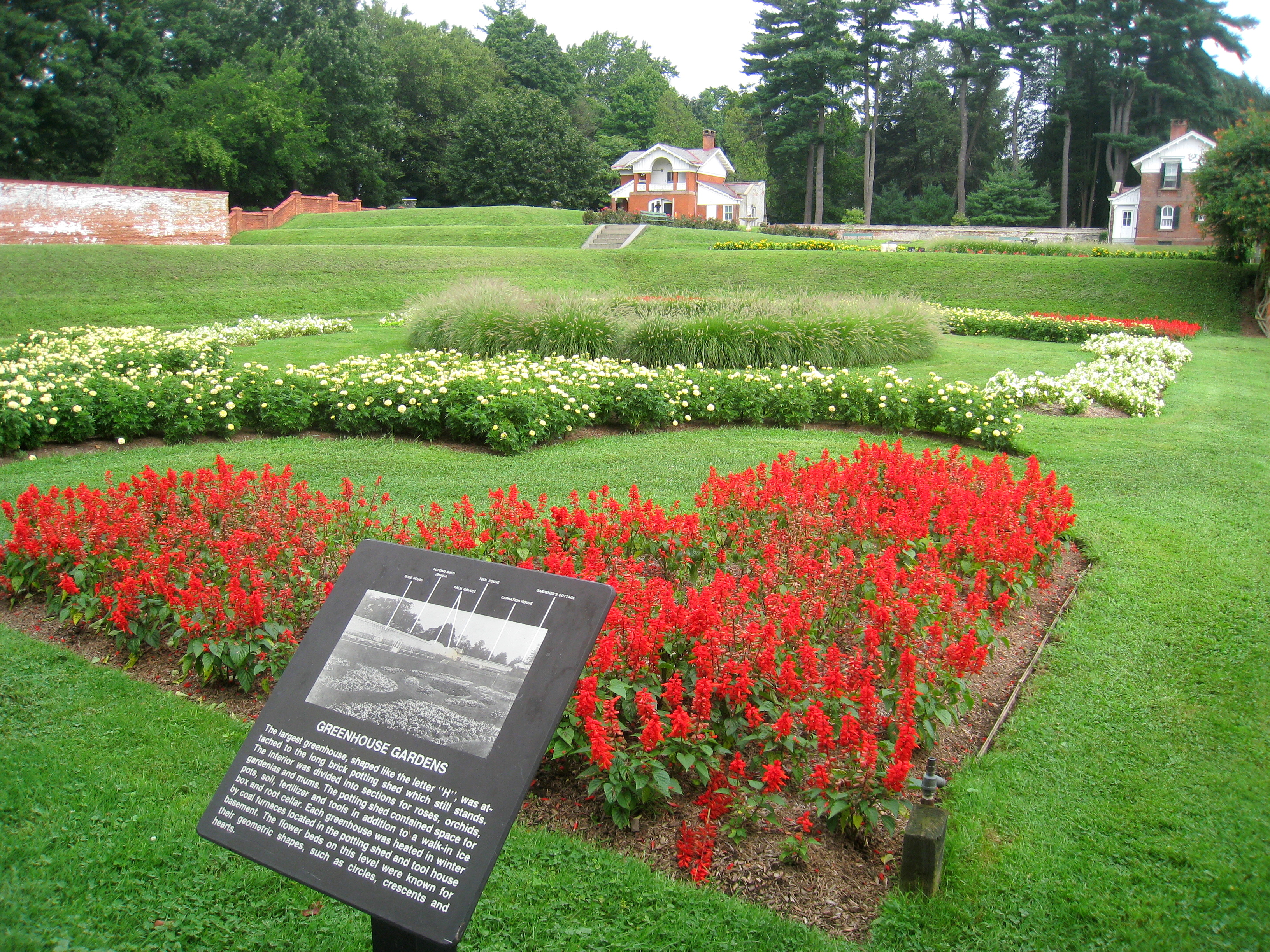
Jardín

La mansión de 54 habitaciones es obra de la firma de arquitectos McKim, Mead & White. Charles Follen McKim diseñó el edificio en estilo Beaux-Arts, y Stanford White le asistió como comprador de antigüedades.
La casa tiene una distribución clásica del estilo Beaux-Arts, con las principales salas comunes en su planta baja: la sala central elíptica, el comedor y la sala de estar, todo en una línea, paralela al río Hudson. Los corredores del norte y del sur proporcionan espacio de transición desde el vestíbulo hasta el comedor y la sala de estar. Cinco espacios secundarios están ubicados fuera de la sala elíptica: el vestíbulo, el estudio, la sala Gold, la sala Grand Stair y el baño. Las habitaciones del segundo piso, que comprende la suite dormitorio, vestidor y baño de la señora Vanderbilt (diseñada por Ogden Codman), el dormitorio y el baño del señor Vanderbilt, los dormitorios de invitados y los baños y la habitación Linen, se encuentran alrededor del salón del segundo piso y de los vestíbulos norte y sur. El tercer piso contiene cinco dormitorios de invitados adicionales y un salón de servicio separado de los cuartos de invitados por una puerta en la escalera principal. Con estructura tanto de hormigón como de acero, la mansión Vanderbilt fue considerada una construcción moderna en su época. También incluía conductos para la calefacción central forzada de aire caliente, e iluminación eléctrica que funcionaba con una planta hidroeléctrica construida en la propia finca sobre el arroyo Crumb Elbow. La finca Vanderbilt tuvo iluminación eléctrica antes que el resto de las propiedades de los alrededores.
Herter Brothers y AH Davenport and Company fueron los subcontratistas que ejecutaron los diseños de los interiores concebidos por McKim. Los Vanderbilt también contrataron a Georges Glaenzer y Ogden Codman para decorar varias habitaciones. EF Caldwell & Co. fabricó la mayoría de los elementos de la iluminación.

## Jardines
Los jardines italianos están separados de la casa e incorporan elementos formales típicos del estilo italiano. Esto significaba que los parterres estaban dispuestos de tal manera que si se trazaba una línea a través del centro, ya sea horizontal o verticalmente, un lado de la línea reflejaría el otro lado. Estos jardines formales también consistían en múltiples niveles, que dependían del tipo de plantas. Cada nivel era diferente. El mismo Frederick Vanderbilt agregó el jardín de rosas, que contenía casi 2000 rosales tradicionales junto con otros tipos de rosas.